# 茂木雅博
茂木 雅博（もぎ まさひろ、1941年(昭和16年)12月24日 - ）は、日本の考古学者。茨城大学名誉教授。元土浦市立博物館館長。学位は、博士（歴史学）。

## 略歴
- 1941年 茨城県行方郡麻生町（現・行方市）に生まれる
- 1965年 國學院大學文学部卒業
- 1966年 東京電機大学高等学校教諭（～1980年3月）
- 1976年 茨城大学人文学部兼任講師
- 1980年 同助教授
- 1988年 同教授（～2005年）
- 1994年 「古墳時代寿陵の研究」で國學院大學より博士（歴史学）の学位を取得
- 1997年 西北大学文学院兼職教授
- 2000年 中国社会科学院古代文明研究中心客座研究員
- 2004年 奈良県立橿原考古学研究所指導研究員
- 2007年 土浦市立博物館館長

## 著書
- 『前方後方墳』雄山閣出版 考古学選書、1974
- 『日本の古代遺跡 36 茨城』保育社、1987
- 『墳丘よりみた出現期古墳の研究』雄山閣出版、1987
- 『身近な郷土の遺跡 古墳篇 1』筑波書林 ふるさと文庫、1988
- 『天皇陵の研究』同成社、1990
- 『前方後円墳 埋葬されない墓をもとめて』同朋舎出版、1992
- 『古墳時代寿陵の研究』雄山閣出版、1994
- 『天皇陵とは何か』同成社、1997
- 『日本史の中の古代天皇陵』慶友社、2002
- 『常陸の古墳』同成社、2007
- 『常陸国風土記の世界』同成社 市民の考古学、2011

### 編
- 『常陸須和間遺跡 考古学調査報告』編 雄山閣出版、1972
- 『風土記の考古学 1 常陸国風土記の巻』編 同成社、1994
- 『東アジアと日本の考古学』全5巻 後藤直共編 同成社、2001 - 03
- 『日中交流の考古学』編 同成社、2007

## 参考
- [ISBN 978-4-88621-590-1]
- 『現代日本人名録』2002年